# Poliziottesco
Poliziottesco (známý též jako poliziesco all'italiana, česky doslovně italská detektivka) byl italský filmový žánr, točený hlavně od poloviny šedesátých do začátku osmdesátých let dvacátého století. Svůj vrchol dosáhl v polovině let sedmdesátých. Témata jednotlivých filmů tohoto žánru byla obecně založena na policejních vyšetřováních, která se často inspirovala skutečnými kriminálními událostmi té doby. Jejich zpracování bylo často provedeno kritickým (vůči zločinnosti, morálce, italské společnosti či/a italskému státu a policii jako takové), leckdy však simplifikovaně demagogickým stylem (typickým pro tento žánr je jasné rozlišení dobra a zla, respektive takto definovaných pozic, ke kterým aktéři příběhů náležejí).

## Vývoj
Geneze poliziottesca je spojena především s jedním z nejoblíbenějších filmových žánrů, detektivkou. První italská tvorba, kterou lze přiřadit k tomuto žánru, se datuje k počátkům ozvučené kinematografie, a to filmem Guida Brignoneho Corte d'Assise (Soudní dvůr): jedná se o soudní drama s Eliem Steinerem a Lyou Francou v hlavních rolích. Stal se tak druhým italským zvukovým filmem uvedeným do kin (prvním byl sentimentální La canzone dell'amore, Píseň lásky), a to v lednu 1931.

## Charakteristika
Italské poliziottesco je silně spjato s některými soudobými americkými filmy, v nichž figurovaly postavy neústupných, často násilných strážců zákona, ponořených do pokleslé městské reality: takovými příklady mohou být Serpico (i když zde je postava, hraná Al Pacinem, ovlivněna svou reálnou předlohou), inspektor Callaghan, ztvárněná Clintem Eastwoodem, poručík Bullitt Steva McQuenna, poručík Parker Johna Waynea nebo policista Jimmy „Pepek“ Doyle hraný Genem Hackmanem. V italském kontextu dosáhl motiv neústupného, tvrdého vymahatele zákona vrcholu v nekompromisní postavě komisaře Bettiho, ztvárněného Mauriziem Merlim. Poliziottesco do velké míry odráželo soudobou realitu italských měst (především tedy jejich nebezpečnějších čtvrtí) a obsahovalo repetitivní odkazy na tehdejší kriminální události: organizovaný zločin, obchod se zbraněmi, prostituci, terorismus, prodej a konzumaci drog, loupeže, únosy, stejně tak jako kritický náhled na fungování italské justice a italského státu.
Z politického hlediska, ačkoli jsou filmy poliziotteschi často prodchnuty nádechem politické apatie (v italském kontextu pod termínem qualunquismo, ačkoli není nouze o pravicové i levicové charakteristiky), vděčí žánr poliziotteschi za mnohé takzvané italské kinematografii občanské angažovanosti (il cinema di impegno civile italiano), kterou do popředí vynesli autoři jako Marco Bellocchio, Francesco Rosi, Florestano Vancini, Elio Petri, Giuliano Montaldo a Damiano Damiani (zejména filmy posledního jmenovaného mohou sloužit jako názorný příklad).
Protagonisté poliziotteschi jsou téměř vždy policejní komisaři specifické charakteristiky: nepochopení ze strany nadřízených, někdy anarchičtí, ale v zásadě čestní, vedeni upřímnou velkorysostí a nepopiratelnou oddaností svému poslání, kterým je spravedlnost. Mají násilnickou povahu a pro dosažení svých cílů jsou téměř vždy ochotni používat stejné metody a "klesnout" na stejnou úroveň jako zločinci a teroristé, proti nimž se vydali bojovat a kteří v takzvaných olovněných letech prolévali krev. Často rozlišují mezi těmi, kteří si krádežemi a kriminalitou zajišťují holé přežití (a mohou se tak ze strany komisařů dočkat tolerance a pochopení), a těmi, kdo otevřeně zamýšlejí škodit bližnímu (což odpovídá výše zmíněnému důrazu na "zlo" a "dobro", který se v tomto žánru uplatňuje).
Vzácněji byli protagonisty obyčejní občané, kteří se poté, co se stali obětí nějakého kriminálního aktu (loupeže, bití, únosu, vraždy blízkých) a pocítili neefektivitu italského právního systému (výše zmíněná kritika italského státu), rozhodli vzít spravedlnost do vlastních rukou. Stali se tedy jakýmisi mstiteli, leckdy přijímající kriminální metody svých protivníků, což často vedlo k postihu ze strany pořádkových sil (znovu, znázorněná absurdita státu, který ve výsledku trestá kdysi zákona dbalé občany). Příklady tohoto typu jsou Il cittadino si ribella (Občan se bouří), Il giustiziere sfida la città (Mstitel čelí městu) a L'uomo della strada fa giustizia (Muž ulice koná spravedlnost).